# Рит (Лукач)
Рит је насељено мјесто у општини Лукач, Република Хрватска.

## Становништво
Насеље је према попису становништва из 2011. године имало 38 становника.
| Националност       | 1991. | 1981. | 1971. | 1961. |
| Срби               | 58    | 54    | 83    | 97    |
| Југословени        | 1     | 15    | 2     |       |
| Хрвати             | 2     | 2     | 10    | 10    |
| Црногорци          |       |       |       | 8     |
| остали и непознато | 8     | 3     |       |       |
| Укупно             | 69    | 74    | 95    | 115   |

| Демографија | Демографија | Демографија |
| Година      | Становника  | Становника  |
| ----------- | ----------- | ----------- |
| 1961.       | 115         |             |
| 1971.       | 95          |             |
| 1981.       | 74          |             |
| 1991.       | 69          |             |
| 2001.       | 63          |             |
| 2011.       |             | 38          |

## Други светски рат
Из села Нетече, Зриња, Терезиног Поља, Ратинке, Дијелке, Аде, Рита и Брезовог Поља, у вировитичком срезу истерани су сви добровољци и колонисти са породицама, око 3800 душа и протерани у Србију. Становницима села Дјелке наоружане усташе су наредиле да за 5 минута напусте куће и да узму само оно што могу понети у рукама. И из других срезова протерани су добровољци колонисти а имовина им је одузета.